# Jules Laurens
Jules Joseph Auguste Laurens, né à Carpentras (Vaucluse) le 27 juillet 1825 et mort à Saint-Didier (Vaucluse) le 5 mai 1901, est un peintre et lithographe français.

## Biographie
Issu d'une famille de cinq enfants, Jules Laurens rejoint en 1837 son frère aîné, le peintre Jean-Joseph Bonaventure Laurens, installé à Montpellier. Il s'inscrit à l'école des beaux-arts de cette ville, aux côtés d'Alexandre Cabanel, et côtoie le milieu artistique de son frère.
De 1842 à 1846, il séjourne à Paris pour parfaire sa formation à l'École des beaux-arts, où il est admis cinquième sur six cents, et dans l'atelier du peintre Paul Delaroche.
En 1845, il présente le prix de Rome, sans succès. Des épreuves de ce concours sont conservées au musée Comtadin-Duplessis de Carpentras (Ulysse et Nausicaa, dessin au carreau et huile sur toile).
De 1846 à 1849, il parcourt l'Europe de l'Est, la Grèce, la Turquie et la Perse en tant que dessinateur, dans le cadre d'une mission scientifique dirigée par le géographe Xavier Hommaire de Hell. Malgré l'échec de la mission (mort de Hommaire de Hell à Ispahan, non rémunération des travaux), il rapporte plusieurs centaines de croquis (monuments historiques et vie quotidienne des habitants de ces régions), dessins et aquarelles, qui vont servir son activité artistique. Ces cartables sont aujourd'hui conservés à l'École des beaux-arts de Paris, à Avignon et à Carpentras (bibliothèque Inguimbertine et musées). De ce voyage, il rapporte aussi des œuvres de l'art qadjar, par la suite données au musée Calvet à Avignon et au musée Comtadin-Duplessis de Carpentras. Un de ces tableaux (Portrait d'une danseuse aux cymbalettes, en veste bleue), fut donné à son ami et cousin Adrien Rousseau (né à Carpentras en 1814, mort à Carpentras  en 1851), peintre de formation lui aussi (passé par les ateliers de Delaroche, Cabat et Ingres) Il est conservé depuis dans une collection particulière[réf. nécessaire].
De 1850 à 1880, il travaille à Paris, participe régulièrement au Salon et à d'autres expositions, reçoit des commandes notamment pour des publications, dont celle de madame Hommaire de Hell d'après les notes de son défunt mari. Il prend aussi de jeunes artistes dans son atelier, notamment Georges Bellenger, Jules Didier, Paul Vayson...
Après son retour dans le Comtat en 1880, il publie une biographie de son frère, ainsi que des réflexions, surtout artistiques, dans La Légende des ateliers où il évoque les grands personnages qu'il a rencontrés (Victor Hugo, Ingres, Gustave Doré). Il est très lié à l'architecte Jean Camille Formigé. 
Il apporte sa contribution au développement de la bibliothèque-musée de Carpentras. Collectionneur, il fait don à cette institution de nombreuses œuvres notables d'artistes contemporains reconnus, parmi lesquels Victor Hugo, Ingres, Auguste Bonheur, Eugène Cicéri, Gustave Doré, Alexandre Cabanel.
Connu pour ses tableaux orientalistes et ses portraits de paysans (Auvergnats, Comtadins), c'est dans l'art du paysage qu'il se révèle, tenant de Corot et de l'école de Barbizon.

## Collections publiques
- Carpentras, musée Comtadin-Duplessis :
  - Portrait de Vély beck ;
  - L'Aqueduc de Carpentras et le Mont Ventoux[3] ;
  - Les Ruines du palais d'Aschraf, entre 1848 et 1894, 65 x 44 cm ;
  - Ulysse et Nausicaa (1845) ;
  - Le Mont Ventoux (effet du matin) vu de la route de Carpentras à Bédoin au-dessus de Saint-Pierre-de-Vassols ;
  - Dans la campagne de Trébizonte ;
  - Sur les toits d'Ispahan.
- Clermont-Ferrand, musée d'art Roger-Quilliot : peintures et nombreux dessins.
- Grenoble, musée de Grenoble : ensemble d'estampes
- Marseille, musée des beaux-arts : Tête de voie romaine en Bithynie, Amasserah[4].
- Metz, musée de la Cour d'Or : Paysage.
- Montpellier, musée Fabre :
  - La Mosquée bleue à Tauris en Perse (1872) ;
  - Paysage, souvenir d'Asie Mineure (1859) ;
  - Les Chemins de sable à Fontainebleau, effet d'orage (1869).
- Nîmes, musée des beaux-arts : Orage.
- Paris, musée d'Orsay : Le Rocher de Vann[5].
- Paris, École nationale supérieure des beaux-arts: Les ruines du palais d'Ashraf[6]
- Rouen, musée des beaux-arts : Jardin abandonnés d'Aschref[7].

## Galerie

Jules Laurens, œuvres sur papier
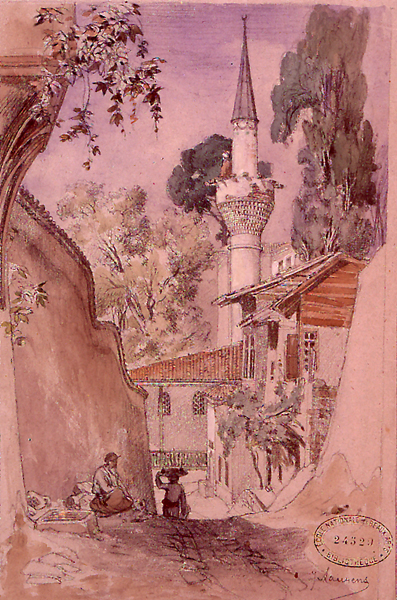
Les Rives du Bosphore. Yeniköy, Paris, bibliothèque de l'INHA.
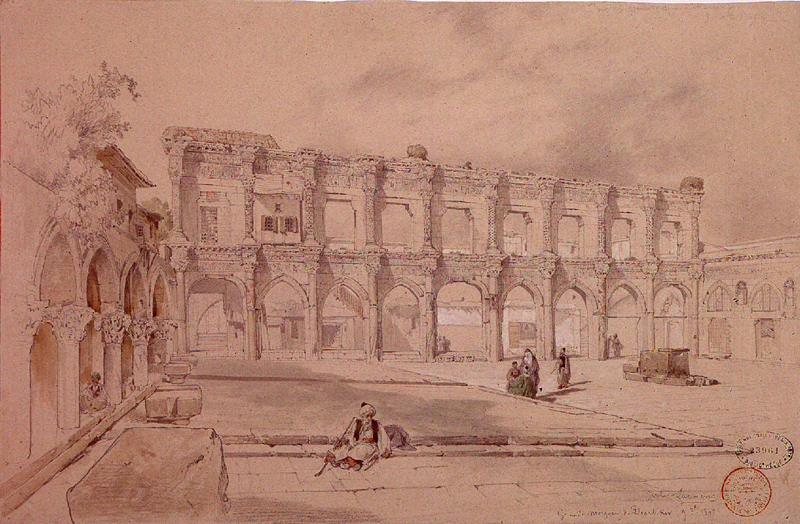
Anatolie de l'Est : la grande mosquée de Diyarbakir, Paris, bibliothèque de l'INHA.
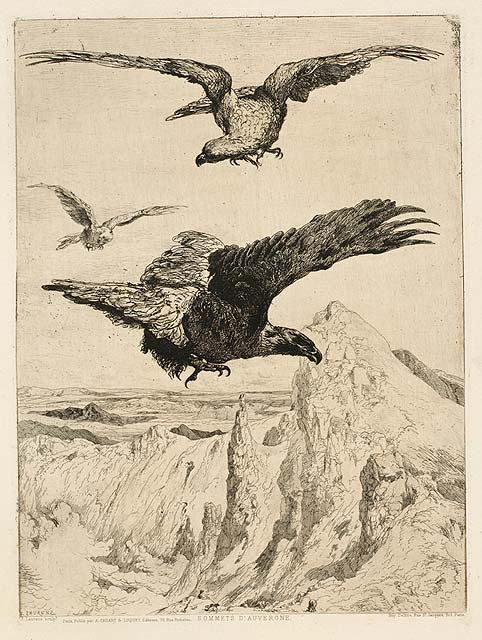
Les Sommets d'Auvergne (1864), gravure.
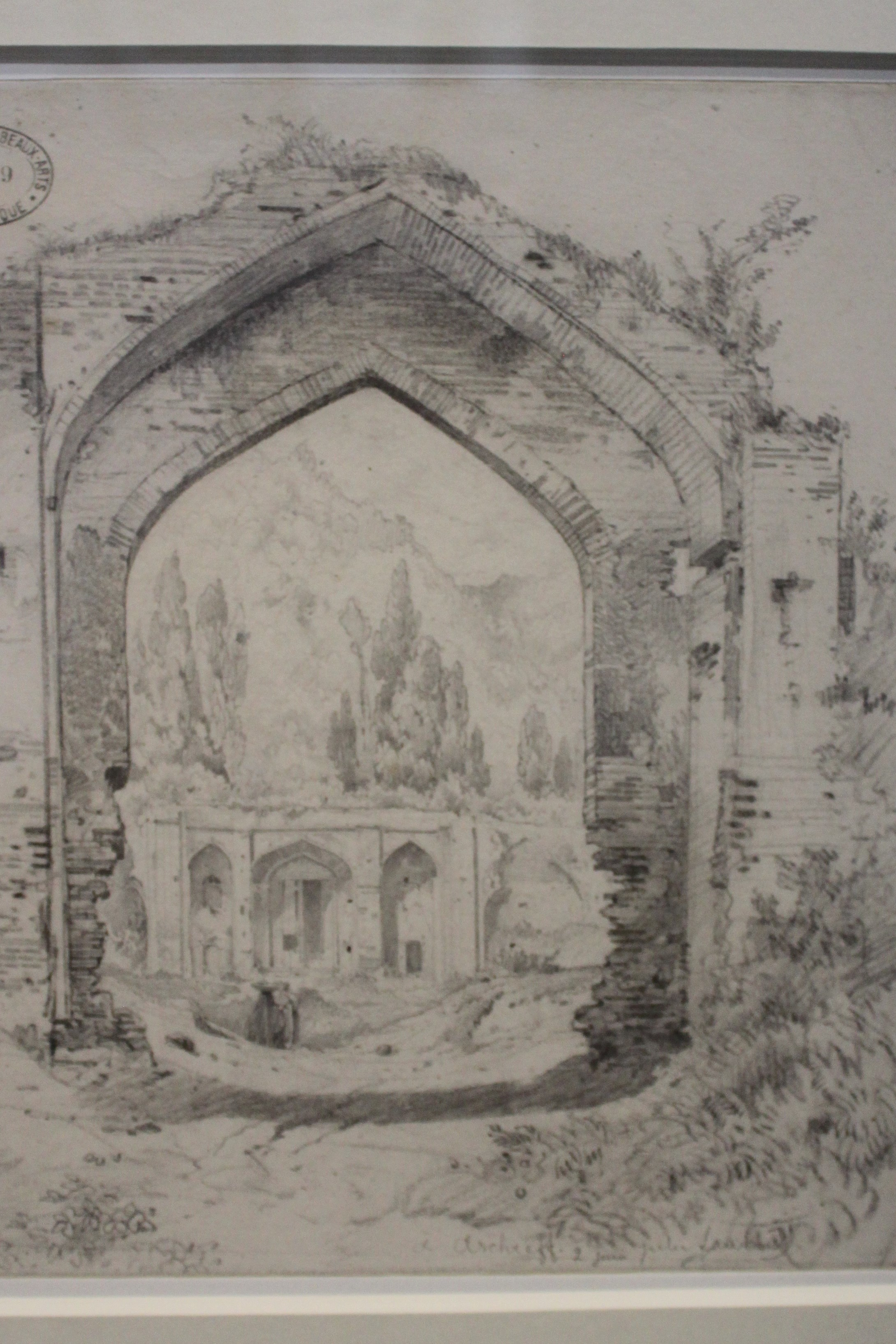
Les ruines du palais d'Ashraf (1848), École nationale supérieure des beaux-arts, mine graphite sur papier.

Jules Laurens, peintures
La Mosquée bleue à Tauris (1872), Montpellier, musée Fabre.
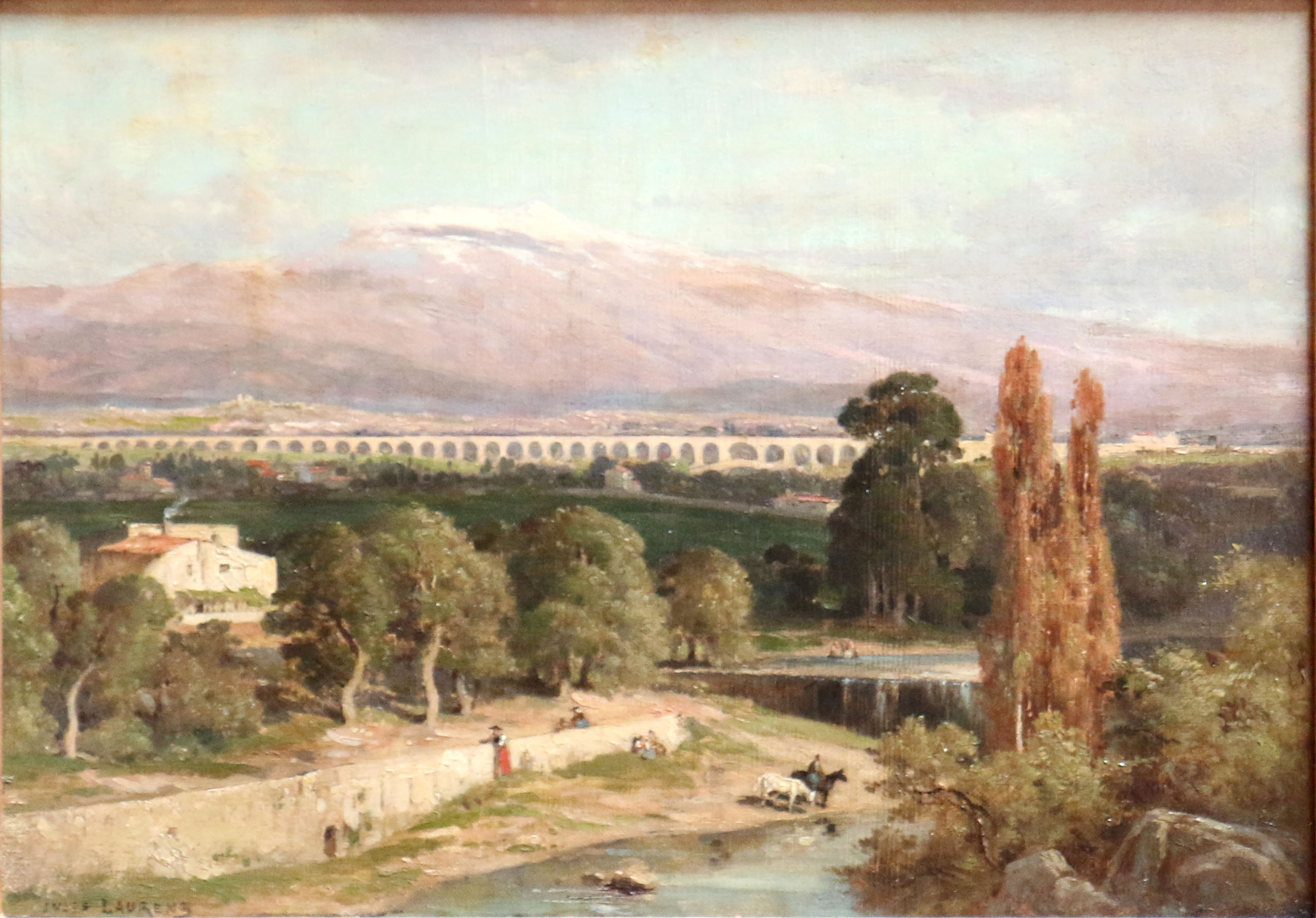
Aqueduc de Carpentras, Carpentras, musée Comtadin-Duplessis.
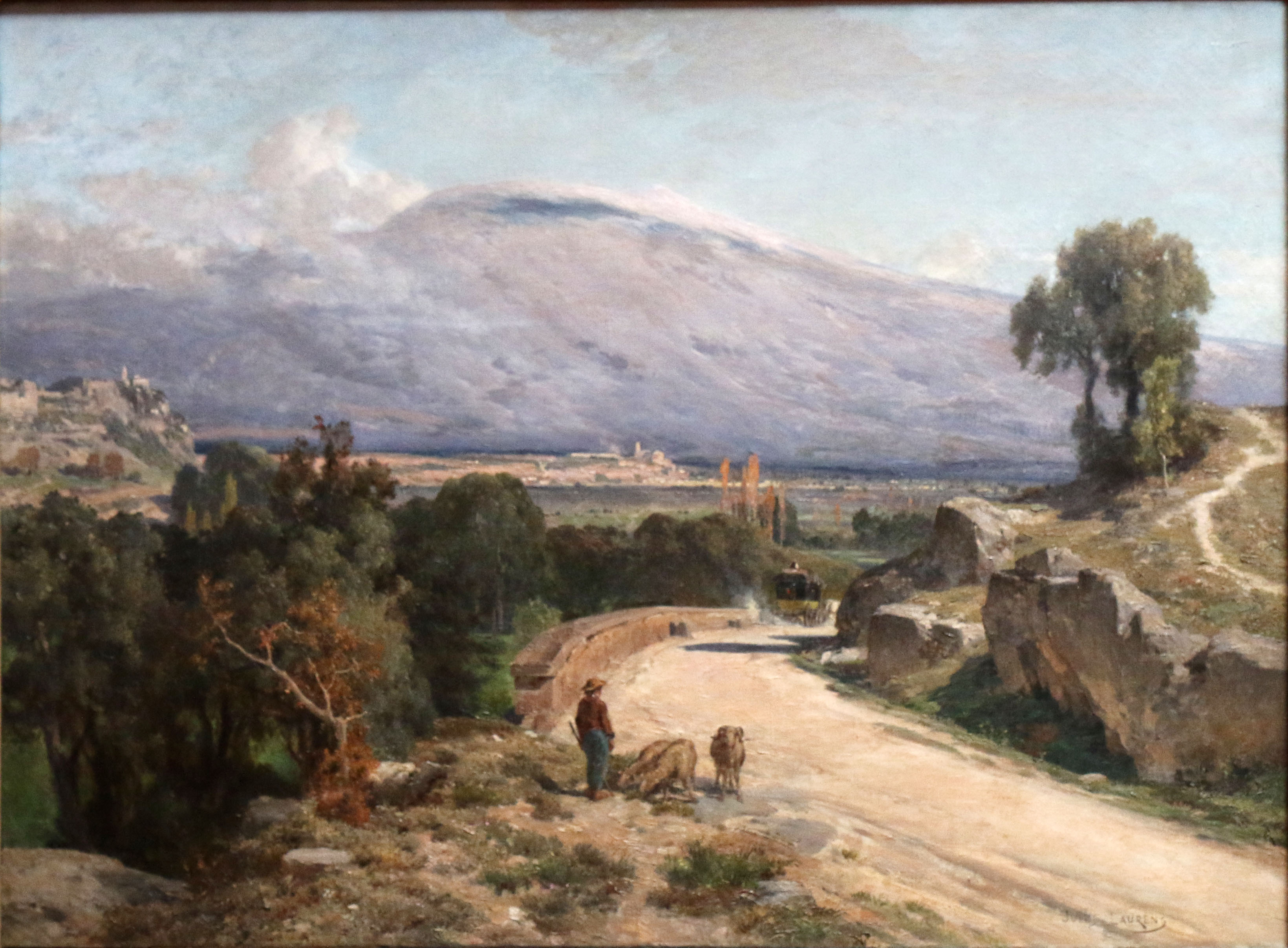
Le Mont Ventoux, Carpentras, musée Comtadin-Duplessis.
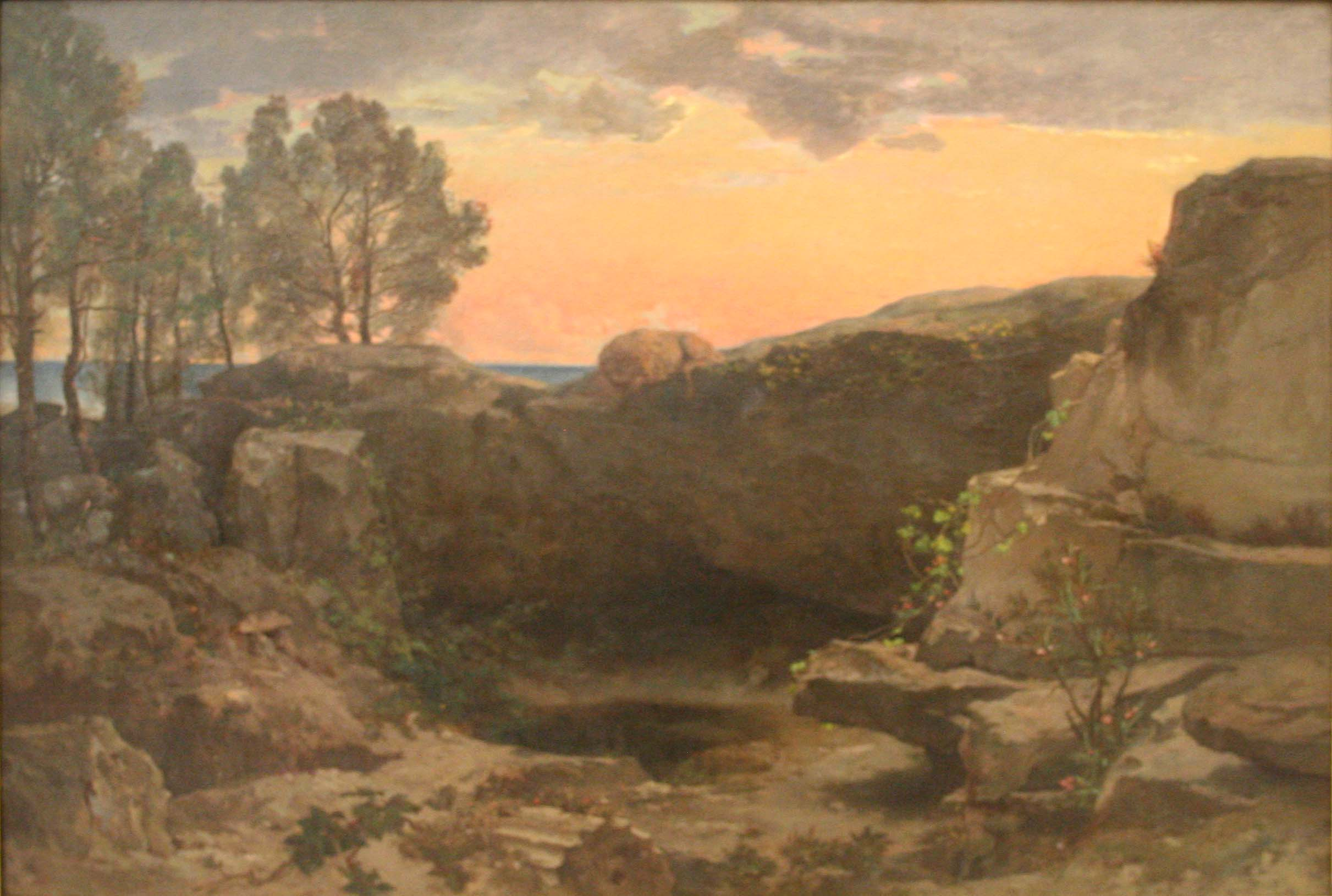
Paysage, souvenir d'Asie Mineure, Montpellier, musée Fabre.
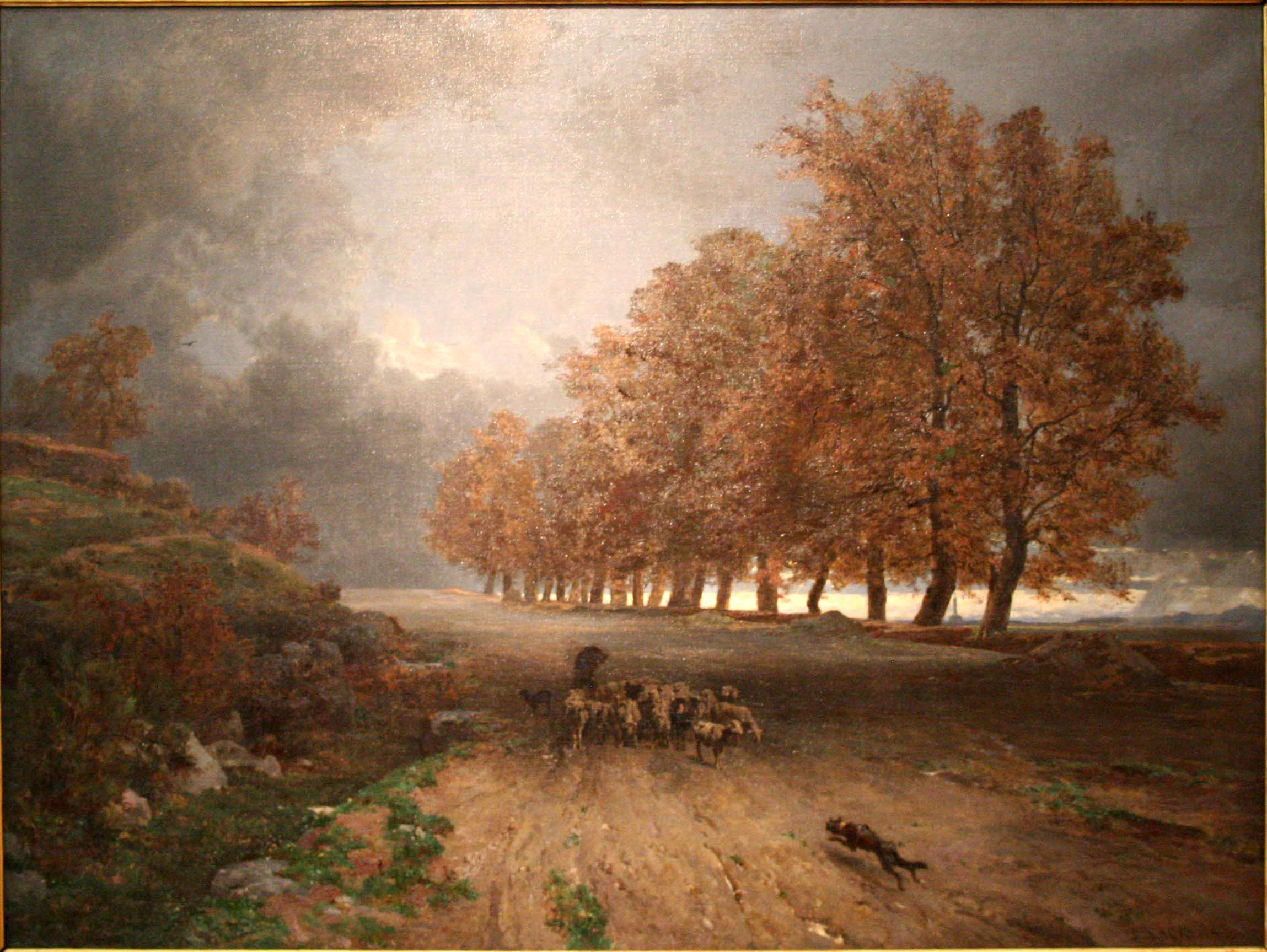
Orage, Nîmes, musée des beaux-arts.
Jardin abandonnés d'Aschref (Perse) (1874), musée des beaux-arts de Rouen.
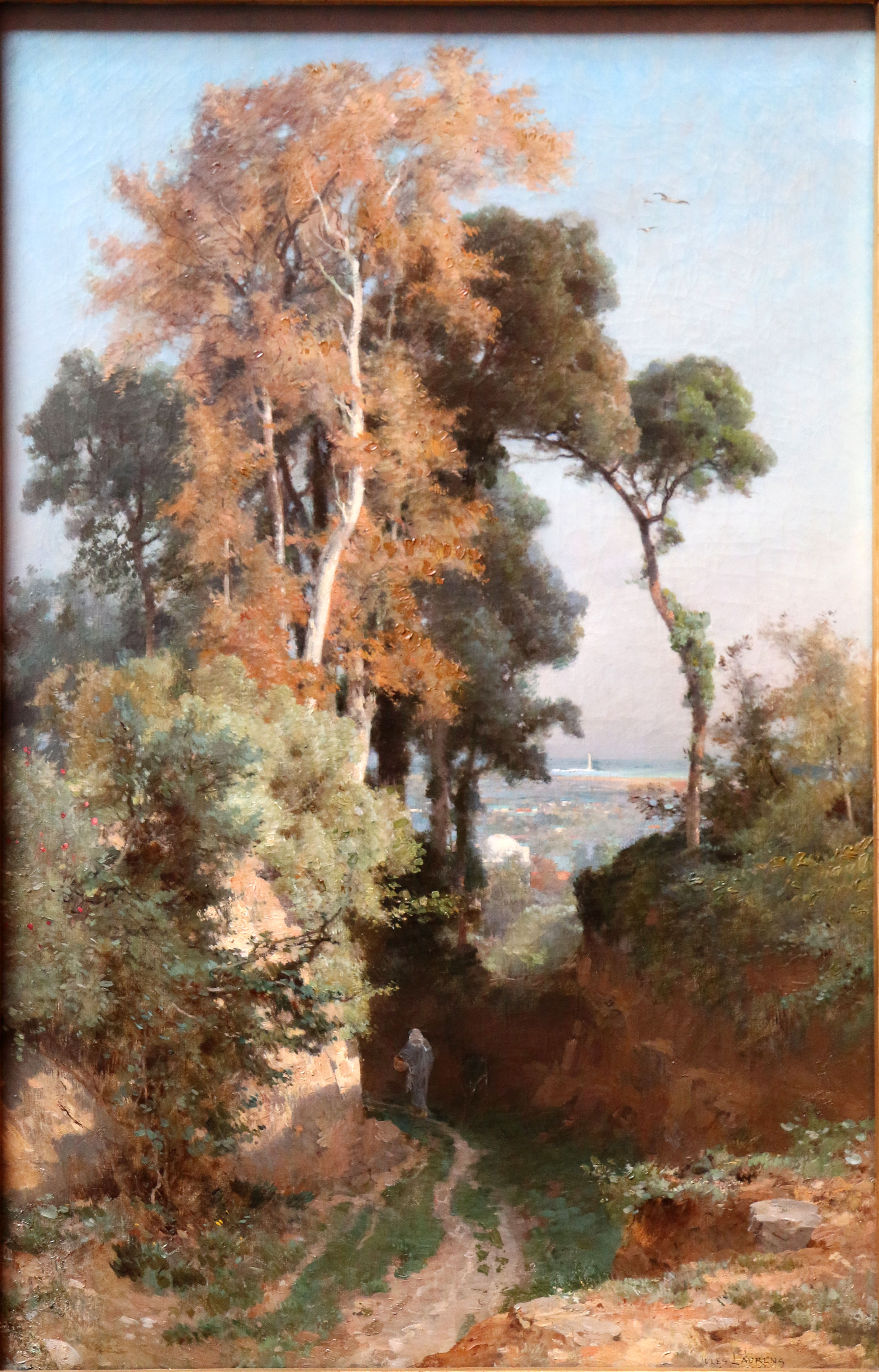
Dans la campagne de Trébizonte, Carpentras, musée Comtadin-Duplessis.
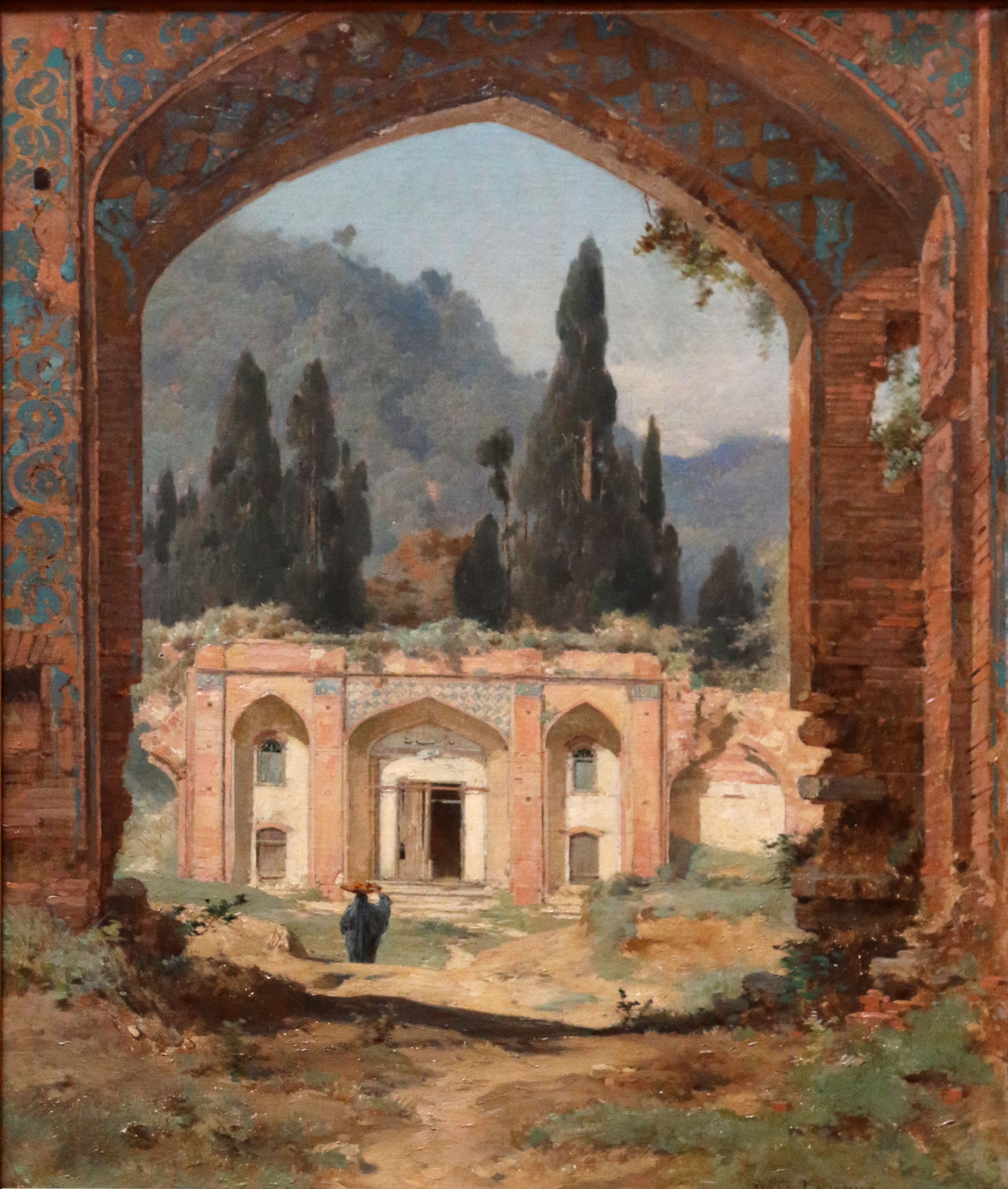
Les Ruines du palais d'Aschroff, Carpentras, musée Comtadin-Duplessis.
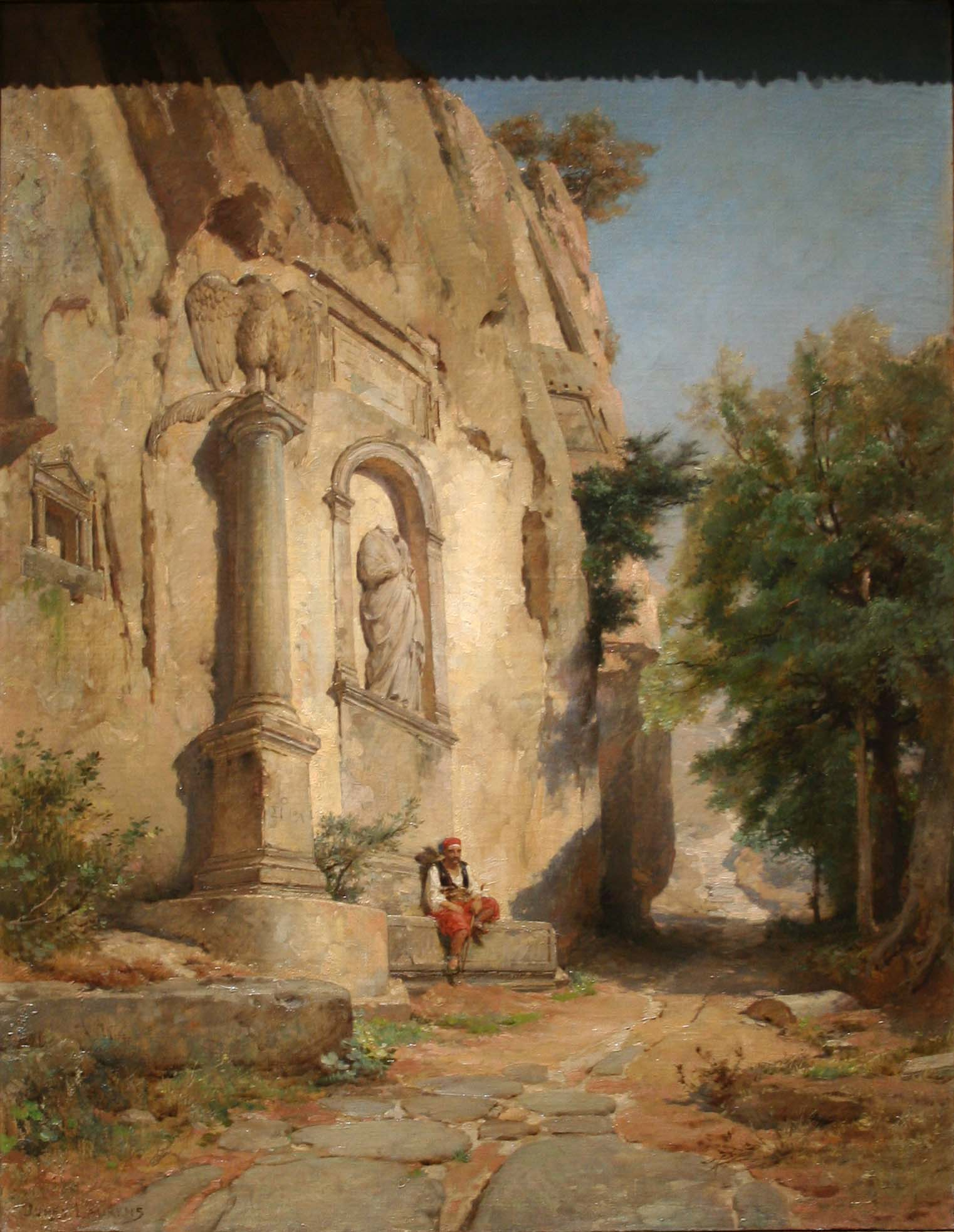
Tête de voie romaine en Bithynie, Amasserah (Turquie d'Asie), musée des beaux-arts de Marseille.